# ジョン・メイオール&ザ・ブルースブレイカーズ・ウィズ・エリック・クラプトン
『ジョン・メイオール&ザ・ブルースブレイカーズ・ウィズ・エリック・クラプトン』（原題：Blues Breakers with Eric Clapton）は、イギリスのブルースロック・バンド、ジョン・メイオール&ザ・ブルースブレイカーズが1966年に発表したスタジオ・アルバム。

## 背景
メイオールが1964年12月に録音・1965年に発表したリーダー・デビュー作『ジョン・メイオール・プレイズ・ジョン・メイオール』には、ロジャー・ディーン、ジョン・マクヴィー、ヒューイ・フリントが参加していたが、間もなく元ヤードバーズのエリック・クラプトンがディーンの後任として加入した。バンド側は、ヤードバーズの曲「ガット・トゥ・ハリー」を聴いて感銘を受け、クラプトンに白羽の矢を立てたという。ただし、クラプトンは1965年8月にバンドを一時的に脱退しギリシャへ旅行したため、ピーター・グリーン（後にブルースブレイカーズの正式メンバーとなる）が代役を務めたが、同年のうちにクラプトンが復帰した。
メイオールは当初、クラプトン、フリントおよびジャック・ブルースを迎えた編成で、ライブ・アルバム制作を前提とした録音をソーホーの「フラミンゴ・クラブ」で行うが、録音状態が悪かったことから、スタジオ・アルバムの制作に変更された。なお、フラミンゴ・クラブ公演における録音は、後にメイオール名義のアルバム『プライマル・ソロズ』（1977年）に収録され、2006年には本作のデラックス・エディション盤のボーナス・ディスクにも収録された。
そして、1966年5月には、オリジナル・ベーシストのマクヴィーを含む編成で本作が録音された。
クラプトンは1960年製のギブソン・レスポール・スタンダードと1962年製のマーシャル・アンプを使用した。本アルバムで聴かれる、レスポールとマーシャルという組み合わせから奏でられたディストーションの効いたギターは、現在にまで至るロックギター・サウンドの基礎となったと言われている。
また、本作にはジョニー・アーモンド、アラン・スキドモア、デニス・ヒーリーから成るホーン・セクションも参加しており、メイオールは以前より、ジャズ・クラブでスキドモアの演奏を聴いてきたことから、レコーディングに抜擢したという。
「オール・ユア・ラヴ」はオーティス・ラッシュが1958年に発表した曲のカヴァーである。「ハイダウェイ」はフレディ・キングのカヴァーで、本作ではエルモア・ジェームスの録音による「ダスト・マイ・ブルーム」のリフが挿入された。「ホワッド・アイ・セイ」はレイ・チャールズのカヴァーで、本作ではフリントのドラム・ソロに続いて、ビートルズの「デイ・トリッパー」のリフが挿入された。「さすらいの心」はロバート・ジョンソンのカヴァーで、クラプトンが正式なレコーディングにおいて、初めてリード・ボーカルも兼任しており、クラプトンはソロ転向後のライブでもこの曲を取り上げて、ライブ・アルバム『エリック・クラプトン・ライヴ』（1975年発表）に収録された。
ジャケット写真において、クラプトンがコミック雑誌『The Beano』を読んでいることから、本作は「The Beano Album」という通称で呼ばれることも多い。

## 反響・評価
母国イギリスでは、1966年7月30日付の全英アルバムチャートで初登場27位となり、最終的には17週にわたりチャート入りして、最高6位を記録するヒットとなった。一方、アメリカではチャート・インを果たせなかった。
Bruce Ederはオールミュージックにおいて満点の5点を付け「ブルース・ギタリストとしてのエリック・クラプトンが正当に評価された初のアルバムという以上に、1960年代に発表されたブルース・アルバムとしては特に影響力が強く、恐らくブリティッシュ・ブルース史上最高のアルバムで、ブルースブレイカーズの最高傑作でもある」と評している。『ローリング・ストーン』誌が2003年に選出した「オールタイム・グレイテスト・アルバム500」では195位となるが、2020年の改訂版ではリストから外された。2013年には、『クラシック・ロック』誌による「クラシック・ロック・ロール・オブ・オナーズ賞」でクラシック・アルバム賞を受賞した。2021年には、uDiscoverMusicのスタッフが選出した「ブルース・アルバムのベスト120」（順不同）の一つとして挙げられた。

## 影響
本作は、当時生産終了となっていたギブソン・レスポールの人気を再燃させたことで知られ、1968年にはレスポールの生産が再開された。
ゲイリー・ムーアは、本作の1曲目の「オール・ユア・ラヴ」を聴いた瞬間に人生が変わったと述懐しており、自身のアルバム『スティル・ゴット・ザ・ブルーズ』（1990年）で同曲を取り上げた。ムーアはさらに、1992年のアルバム『アフター・アワーズ』で、本作収録曲「愛の鍵」をカヴァーしている。

## 収録曲
特記なき楽曲はジョン・メイオール作。2. 11.はインストゥルメンタル。
1. オール・ユア・ラヴ - All Your Love (Otis Rush) - 3:37
2. ハイダウェイ - Hideaway (Freddie King, Sonny Thompson) - 3:17
3. リトル・ガール - Little Girl - 2:37
4. アナザー・マン - Another Man - 1:46
5. ダブル・クロッシン・タイム - Double Crossing Time (John Mayall, Eric Clapton) - 3:03
6. ホワッド・アイ・セイ - What'd I Say (Ray Charles) - 4:29
7. 愛の鍵 - Key to Love - 2:06
8. パーチマン・ファーム - Parchman Farm (Mose Allison) - 2:24
9. ハヴ・ユー・ハード - Have You Heard - 5:57
10. さすらいの心 - Ramblin' on My Mind (Robert Johnson) - 3:10
11. ステッピン・アウト - Steppin' Out (Memphis Slim) - 2:30
12. イット・エイント・ライト - It Ain't Right (Walter Jacobs) - 2:42

### 40周年記念デラックス・エディション盤

#### ディスク1
本編12曲のモノラル・ヴァージョンとステレオ・ヴァージョンの両方を収録。

#### ディスク2
1. クローリング・アップ・ア・ヒル（BBCサタデー・クラブ・セッション） - "Crawling up a Hill" - 2:06
2. クロコダイル・ウォーク（BBCサタデー・クラブ・セッション） - "Crocodile Walk" - 2:22
3. バイ・バイ・バード（BBCサタデー・クラブ・セッション） - "Bye Bye Bird" (Sonny Boy Willamson, Willie Dixon) - 2:47
4. アイム・ユア・ウィッチドクター - "I'm Your Witchdoctor" - 2:09
5. テレフォン・ブルース - "Telephone Blues" - 3:56
6. バーナード・ジェンキンス - "Bernard Jenkins" (E. Clapton) - 3:47
7. ロンリー・イヤーズ - "Lonely Years" - 3:17
8. チーティン・ウーマン（BBCサタデー・クラブ・セッション） - "Cheatin' Woman" - 2:01
9. ノーホエア・トゥ・ターン（BBCサタデー・クラブ・セッション） - "Nowhere to Turn" - 1:40
10. アイム・ユア・ウィッチドクター "I'm Your Witchdoctor" - 2:08
11. オン・トップ・オブ・ザ・ワールド（ステレオ・ミックス） - "On Top of the World (Stereo mix)" - 2:49
12. 愛の鍵（BBCサタデー・クラブ・セッション） - "Key to Love" - 2:01
13. オン・トップ・オブ・ザ・ワールド（BBCサタデー・クラブ・セッション） - "On Top of the World" - 2:32
14. ストーミー・マンデイ（ライヴ・アット・ザ・フラミンゴ・クラブ） - "They Call It Stormy Monday" (T-Bone Walker) - 4:33
15. イントロ〜モーディ（ライヴ） - "Intro into Maudie" (John Lee Hooker, J. Mayall) - 2:25
16. イット・ハーツ・トゥ・ビー・イン・ラヴ（ライヴ） - "It Hurts to Be in Love" (Julius Dixon, Rudolph Toombs) - 3:21
17. ハヴ・ユー・エヴェー・ラヴド・ア・ウーマン（ライヴ） - "Have You Ever Loved a Woman" (Billy Myles) - 6:42
18. バイ・バイ・バード（ライヴ） - "Bye Bye Bird" (S. Williamson, W. Dixon) - 3:49
19. フーチー・クーチー・マン（ライヴ） - "Hoochie Coochie Man" (W. Dixon) - 3:53

## 参加ミュージシャン
- ジョン・メイオール - ボーカル、ピアノ、ハモンドオルガン、ハーモニカ
- エリック・クラプトン - ボーカル(on #10)、リードギター
- ジョン・マクヴィー - ベース
- ヒューイ・フリント（英語版） - ドラムス

アディショナル・ミュージシャン
- ジョニー・アーモンド - バリトン・サクソフォーン(on #5, #7, #9, #11)
- アラン・スキドモア - テナー・サクソフォーン(on #7, #9, #11)
- デニス・ヒーリー - トランペット(on #7, #9, #11)